# Cayuco (film)
 (octobre 2012).
Pour les articles homonymes, voir Cayucos (homonymie).
Pour plus de détails, voir Fiche technique et Distribution.
Cayuco est un film documentaire espagnol, sorti en 2007.

## Synopsis
Cayuco est un documentaire cinématographique qui raconte les pénuries que traversent les Subsahariens qui s’embarquent dans un voyage incertain à travers le désert et l’océan à la recherche d’une meilleure vie. C’est un portrait intimiste de la dure réalité que représente le phénomène de l’immigration illégale qui cherche à entrer en Europe à travers les îles Canaries.

## Fiche technique
- Réalisation : María Miró (es)
- Production : Pantalla Canaria, Centro Europeo de Estudios sobre Flujos Migratorios
- Scénario : María Miró
- Montage : Oscar Martínez, Aarón J. Melián
- Image : David Beltrán Pérez, Juan Miguel Márquez
- Son : Christian Johansen Basualdo
- Interprètes : Moussa Ndoye, M’Baye Diouf, Cogna Nang, Ware Faye, Coumba Diouf, Gora Diouf